# فينشينزو ايتاليانو
فينشينزو ايتاليانو (بالإيطالية: Vincenzo Italiano)‏ (10 ديسمبر 1977 بكارلسروه في ألمانيا - ) هو لاعب كرة قدم إيطالي في مركز الوسط. لعب مع كييفو فيرونا ونادي بادوفا ونادي بيروجيا ونادي جنوى وهيلاس فيرونا ونادي طرابنش 1905 ‏ ونادي لوميتساني.

## وصلات خارجية
- فينشينزو ايتاليانو على موقع قاعدة بيانات كرة القدم.إي يو (الإنجليزية)
- فينشينزو ايتاليانو على موقع Soccerway.com (الإنجليزية)
- فينشينزو ايتاليانو على موقع عالم كرة القدم.نت (الإنجليزية)